# Гребний слалом на літніх Олімпійських іграх 2016 — байдарки-одиночки (жінки)
Змагання з гребного слалому на байдарках-одиночках серед жінок на літніх Олімпійських іграх 2016 проходять з 8 по 11 серпня на Олімпійському слаломному стадіоні. У змаганнях бере участь 21 спортсменка із 21 країни.

## Призери
| Золото             | Срібло           | Бронза              |
| Маялен Шурро (ESP) | Лука Джонс (NZL) | Джессіка Фокс (AUS) |

## Розклад змагань
Час місцевий (UTC−3)
| Дата      | Час | Раунд          |
| --------- | --- | -------------- |
| 8 серпня  |     | Кваліфікація   |
| 11 серпня |     | Півфінал Фінал |

## Змагання
Кваліфікаційний раунд проходить у 2 спроби, проте в залік йде результат лише кращої з них. Сума балів у кожній спробі складається з часу, витраченого на проходження траси, і суми штрафних очок, які спортсмен отримує за неправильне проходження воріт. Одне штрафне очко дорівнює одній секунді.
| Місце | Ім'я                    | Попередні запливи | Попередні запливи | Попередні запливи | Попередні запливи | Попередні запливи | Попередні запливи | Півфінал   | Півфінал   | Півфінал   | Фінал      | Фінал      | Фінал      |
| Місце | Ім'я                    | 1-ша спроба       | Штр.              | 2-га спроба       | Штр.              | Краща             | Місце             | Час        | Штр.       | Місце      | Час        | Штр.       | Місце      |
| ----- | ----------------------- | ----------------- | ----------------- | ----------------- | ----------------- | ----------------- | ----------------- | ---------- | ---------- | ---------- | ---------- | ---------- | ---------- |
| 1     | Маялен Шурро (ESP)      | 155.43            | 52                | 106.47            | 4                 | 106.47            | 11                | 101.83     | 0          | 3          | 98.65      | 0          |            |
| 2     | Лука Джонс (NZL)        | 100.59            | 0                 | 101.96            | 2                 | 100.59            | 4                 | 108.05     | 2          | 7          | 101.82     | 0          |            |
| 3     | Джессіка Фокс (AUS)     | 107.88            | 2                 | 99.51             | 2                 | 99.51             | 2                 | 104.50     | 0          | 5          | 102.49     | 2          |            |
| 4     | Яна Дукатова (SVK)      | 102.25            | 2                 | 155.87            | 50                | 102.25            | 6                 | 106.59     | 2          | 6          | 103.86     | 2          |            |
| 5     | Корінна Кунле (AUT)     | 109.63            | 0                 | 107.02            | 0                 | 107.02            | 12                | 101.54     | 0          | 1          | 104.75     | 4          |            |
| 6     | Фіона Пенні (GBR)       | 100.52            | 2                 | DNS               | -                 | 100.52            | 3                 | 101.81     | 0          | 2          | 105.70     | 4          |            |
| 7     | Мелані Пфайфер (GER)    | 115.60            | 2                 | 107.30            | 2                 | 107.30            | 14                | 108.58     | 0          | 10         | 106.89     | 2          |            |
| 8     | Стефані Горн (ITA)      | 106.90            | 4                 | 99.07             | 0                 | 99.07             | 1                 | 108.30     | 0          | 8          | 107.22     | 2          |            |
| 9     | Урша Крагель (SLO)      | 106.86            | 2                 | 102.79            | 0                 | 102.79            | 7                 | 108.37     | 2          | 9          | 108.68     | 2          |            |
| 10    | Катерина Кудейова (CZE) | 102.06            | 2                 | 106.10            | 6                 | 102.06            | 5                 | 103.78     | 0          | 4          | 108.76     | 2          |            |
|       |                         |                   |                   |                   |                   |                   |                   |            |            |            |            |            |            |
| 11    | Наталія Пацєрпник (POL) | 106.38            | 2                 | 167.18            | 50                | 106.38            | 10                | 109.63     | 2          | 11         | не пройшла | не пройшла | не пройшла |
| 12    | Вікторія Ус (UKR)       | 109.77            | 0                 | 109.92            | 2                 | 109.77            | 15                | 111.12     | 2          | 12         | не пройшла | не пройшла | не пройшла |
| 13    | Лі Лу (CHN)             | 119.63            | 6                 | 107.29            | 4                 | 107.29            | 13                | 111.24     | 2          | 13         | не пройшла | не пройшла | не пройшла |
| 14    | Ешлі Ні (USA)           | 113.15            | 4                 | 105.60            | 0                 | 105.60            | 9                 | 116.59     | 4          | 14         | не пройшла | не пройшла | не пройшла |
| 15    | Марта Харитонова (RUS)  | 111.01            | 2                 | 104.72            | 0                 | 104.72            | 8                 | 160.39     | 52         | 15         | не пройшла | не пройшла | не пройшла |
|       |                         |                   |                   |                   |                   |                   |                   |            |            |            |            |            |            |
| 16    | Марія-Зелія Лафон (FRA) | 110.52            | 6                 | 118.67            | 2                 | 110.52            | 16                | не пройшла | не пройшла | не пройшла | не пройшла | не пройшла | не пройшла |
| 17    | Ана Сатіла (BRA)        | 110.80            | 2                 | 149.12            | 50                | 110.80            | 17                | не пройшла | не пройшла | не пройшла | не пройшла | не пройшла | не пройшла |
| 18    | Елла Ніколас (COK)      | 119.69            | 2                 | 316.72            | 202               | 119.69            | 18                | не пройшла | не пройшла | не пройшла | не пройшла | не пройшла | не пройшла |
| 19    | Катерина Смирнова (KAZ) | 127.64            | 2                 | 119.80            | 4                 | 119.80            | 19                | не пройшла | не пройшла | не пройшла | не пройшла | не пройшла | не пройшла |
| 20    | Акі Ядзава (JPN)        | 120.17            | 4                 | 128.00            | 6                 | 120.17            | 20                | не пройшла | не пройшла | не пройшла | не пройшла | не пройшла | не пройшла |
| 21    | Хінд Джамілі (MAR)      | 153.00            | 12                | 149.87            | 8                 | 149.87            | 21                | не пройшла | не пройшла | не пройшла | не пройшла | не пройшла | не пройшла |